# Abhurite
Abhurite (ou Abhurita) Sn21[O6|(OH)14|Cl16] é um mineral de estanho, oxigénio, hidrogénio e cloro. O seu nome advém de Sharm Abhur, uma enseada no mar Vermelho.
Ligações externas
- «Mindat.org»
- «Webmineral.org»